# Eirunepé
Eirunepé is een gemeente in de Braziliaanse deelstaat Amazonas. De gemeente telt 30.901 inwoners (schatting 2009).
De gemeente grenst aan Itamarati, Envira, Ipixuna, Benjamin Constant, Jutaí en Tarauacá.

## Geboren
- Amazonino Mendes (1939), gouverneur van Amazonas[1]